# Seville (Florida)
Seville ist  ein census-designated place (CDP) im Volusia County im US-Bundesstaat Florida. Das U.S. Census Bureau hat bei der Volkszählung 2020 eine Einwohnerzahl von 580 ermittelt.

## Geographie
Seville liegt rund 35 km nördlich von DeLand sowie etwa 90 km nördlich von Orlando. Der CDP wird vom U.S. Highway 17 (SR 15) durchquert.

## Demographische Daten
Laut der Volkszählung 2010 verteilten sich die damaligen 614 Einwohner auf 146 Haushalte. 56,8 % der Bevölkerung bezeichneten sich als Weiße, 24,1 % als Afroamerikaner, 1,1 % als Indianer und 0,3 % als Asian Americans. 16,4 % gaben die Angehörigkeit zu einer anderen Ethnie und 1,1 % zu mehreren Ethnien an. 26,9 % der Bevölkerung bestand aus Hispanics oder Latinos.
Im Jahr 2010 lebten in 38,5 % aller Haushalte Kinder unter 18 Jahren sowie 37,5 % aller Haushalte Personen mit mindestens 65 Jahren. 76,0 % der Haushalte waren Familienhaushalte (bestehend aus verheirateten Paaren mit oder ohne Nachkommen bzw. einem Elternteil mit Nachkomme). Die durchschnittliche Größe eines Haushalts lag bei 3,07 Personen und die durchschnittliche Familiengröße bei 3,57 Personen.
32,6 % der Bevölkerung waren jünger als 20 Jahre, 20,9 % waren 20 bis 39 Jahre alt, 23,4 % waren 40 bis 59 Jahre alt und 23,2 % waren mindestens 60 Jahre alt. Das mittlere Alter betrug 38 Jahre. 48,4 % der Bevölkerung waren männlich und 51,6 % weiblich.
Das durchschnittliche Jahreseinkommen lag bei 35.156 $, dabei lebten 6,7 % der Bevölkerung unter der Armutsgrenze.